# Я — Куба
«Я — Куба» (исп. Soy Cuba) — советско-кубинский двухсерийный художественный фильм режиссёра Михаила Калатозова, вышедший на экраны в 1964 году. Он был снят после победы Кубинской революции, утверждения социалистического режима на Кубе и установления союзнических отношений между двумя странами.
Сценарий был написан советским поэтом Евгением Евтушенко и кубинским писателем Энрике Пинеда Барнетом. Евтушенко несколько раз приезжал на Кубу и посвятил революционным преобразованиям цикл стихов, а в 1963 году закончил поэму в прозе «Я — Куба», которая и легла в основу сценария. Тематически фильм основан на показе предреволюционных событий, угнетения кубинского народа проамериканским режимом и начала восстания. Сюжетно он состоит из четырёх не связанных между собой новелл, а действие сопровождается закадровым комментарием от имени Кубы. В 1960-е годы в связи с распространением левых идей обращение к теме революции стало актуально не только для советского, но и для западного кино. На тематику и стилистику фильма Калатозова также повлияли как политические и общественные изменения в СССР (десталинизация, «хрущёвская оттепель»), так и возрождение интереса к авангардным поискам советского кинематографа 1920-х годов. В нём присутствуют отсылки и цитаты не только из раннего творчества Калатозова и советского авангардного искусства на революционную тематику, но и из западного кинематографа.
Фильм снимался с 1963 по 1964 год при значительной помощи со стороны советских и кубинских властей, в период одного из самых напряжённых эпизодов времён Холодной войны — Карибского кризиса, блокады острова силами США и тяжёлой экономической ситуации на Кубе. В ходе многомесячной подготовки и во время съёмок советские специалисты помогали кубинским кинематографистам овладеть секретами профессионального мастерства. К работе над фильмом были привлечены выдающиеся деятели кубинского искусства — сценарист Пинеда Барнет, художник Рене Портокарреро, композитор Карлос Фариньяс и другие. В некоторых массовых сценах были задействованы сотни статистов. В то же время актёрский состав, за исключением некоторых исполнителей, был полупрофессиональным, а американцев сыграли европейцы.
Несмотря на явно пропагандистский сюжет и идеологические антиамериканские штампы, фильм отличает высокий профессиональный уровень, что прежде всего связывают с новаторством оператора Сергея Урусевского и его команды. Это последняя совместная работа оператора с режиссёром Калатозовым. В фильме были применены сложные в постановочном отношении операторские съёмки (внутрикадровый монтаж, съёмка динамичных сцен ручной камерой в движении и передача её из рук в руки, использование специально созданных инженерных сооружений и т. д.). Когда в 1964 году фильм вышел на экраны, он был холодно принят и критикой, и публикой, как советской, так и кубинской. Наибольшие претензии вызвала слабость, драматургическая неубедительность, стереотипность персонажей и сценария, излишняя пафосность, стремление к чрезмерному экспериментаторству. За год демонстрации в советском прокате его посмотрели 5,3 млн зрителей, среди отечественных фильмов он занял предпоследнее 39-е место. При этом, несмотря на обвинения в формализме, многие рецензенты фильма отмечали его незаурядные визуальные и стилистические качества. Так, по результатам IV Международного технического конкурса фильмов в рамках VI конгресса Международного союза технических кинематографических ассоциаций (УНИАТЕК) в Милане он завоевал Гран-при.
Фильм был недоступен для зрителей многие годы, и про него писали в основном специализированные издания. Возрождение интереса произошло в начале 1990-х годов, когда он стал известен в профессиональных кругах. В середине 1990-х годов с фильмом познакомились американские кинематографисты Фрэнсис Форд Коппола и Мартин Скорсезе, которые сумели разглядеть за идеологическими клише незаурядные художественные достоинства и способствовали его популяризации. Фильм был отреставрирован, представлен на различных кинофестивалях, стал демонстрироваться при обучении кинематографистов и на специализированных показах. Его визуальные операторские решения заслужили признание критиков, режиссёров и кинооператоров. В 2005 году на экраны вышел документальный фильм бразильского режиссёра Висенте Ферраса «Я — Куба: Сибирский мамонт», повествующий об истории и особенностях советско-кубинского кинопроекта.

## Сюжет
Фильм состоит из несвязанных между собой четырёх новелл без названия о судьбах людей накануне революционных событий на острове Куба. Сцены предреволюционной жизни эпохи авторитарного правителя Фульхенсио Батисты сопровождаются закадровым комментарием от имени «Кубы».
- Жизнерадостный уличный продавец фруктов Рене влюбляется в соседскую девушку Марию, живущую в бедном квартале Гаваны. В других кругах она известна как Бетти, которая ради куска хлеба продаёт своё тело богатым американским туристам, веселящимся в злачных заведениях Гаваны. Американец Джим, познакомившись с Бетти в баре отеля Капри, уговаривает её провести с ним ночь у неё дома. Утром он хочет купить её нательный крест. Бетти не соглашается, но Джим, оставив деньги, уходит с крестом. В этот момент появляется Рене и, услышав, как Джим называет девушку Бетти, понимает, что она проститутка. После этого американец пробирается из трущоб в центр города. На фоне нищенской жизни бедняков голос за кадром комментирует действия американца: «Я — Куба. Что же ты бежишь? Ты ведь приехал сюда развлекаться. Развлекайся. Разве это не весёлая картина? Не опускай глаза, смотри! Я, Куба, — для тебя казино, бары, отели, публичные дома, но руки этих детей и стариков тоже я, Куба»[5][6].
- Старый крестьянин-вдовец Педро, отправив детей в город, сжигает свою хижину и выращенный им с огромным трудом урожай сахарного тростника, после того как узнаёт от помещика, что арендованная земля продана американской компании «Юнайтед фрут»[7]. Старик хочет убить мачете своего коня, но передумывает и падает замертво, задохнувшись от дыма, а закадровый голос произносит: «Я — Куба. Иногда мне кажется, что стволы моих пальм напоены кровью. Иногда мне кажется, что вокруг колышется не море, а слёзы. Кто отвечает за эту кровь, кто отвечает за эти слёзы?»[8][9]
- Студенты Гаванского университета ведут подрывную деятельность против режима Батисты, совершают диверсии, печатают и распространяют листовки с информацией о партизанских отрядах Фиделя Кастро, действующих в горах Сьерра-Маэстра на юго-востоке Кубы. Энрике, один из студенческих лидеров, после нападения на кинотеатр, где демонстрируется правительственная пропаганда, расстаётся с товарищами в торговом центре. Там он приходит на помощь местной девушке, ставшей жертвой домогательств со стороны американских моряков. Позже Энрике намеревается застрелить из винтовки с оптическим прицелом жестокого шефа полиции в его квартире, но увидев того с женой и детьми, отказывается от убийства. Полиция врывается на территорию университета, разгоняет манифестацию и убивает активистов, в том числе и Энрике. Его тело проносят по улицам Гаваны, в похоронной процессии участвуют сотни людей. Ночью правительственные войска захватывают в плен нескольких солдат-повстанцев. В ходе допроса у них пытаются узнать, где находится их лидер Кастро, но повстанцы по очереди мужественно отвечают: «Я — Фидель», «Я — Фидель», «Я — Фидель»[10][11].
- Крестьянин Мариано не хочет брать в руки оружие и уходить в горы к повстанцам, но после налёта авиации на дом и гибели сына в первом же бою добывает винтовку и присоединяется к восстанию. «Куба» произносит: «Я — Куба. Твои руки привыкли к мотыге, но сейчас у тебя в руках винтовка. Ты стреляешь не для того, чтобы убивать. Ты стреляешь в своё прошлое. Ты стреляешь, чтобы защитить своё будущее»[8]. Повстанцы одерживают победу в сражении, после чего под звуки ликующего марша занимают Гавану, что впоследствии приведёт к свержению проамериканского режима Батисты и установлению революционной власти по всей стране[12][13].

## Создатели фильма
Съёмочная группа:
- Авторы сценария: Евгений Евтушенко, Энрике Пинеда Барнет
- Режиссёр-постановщик: Михаил Калатозов
- Оператор-постановщик: Сергей Урусевский
- Художник-постановщик: Евгений Свидетелев
- Композитор: Карлос Фариньяс
- Звукооператор: Владимир Шарун
- Художественная консультация и костюмы: Рене Портокарреро
- Редактор: Нина Глаголева
- Дирижёры оркестров: Эмин Хачатурян, Мануэль Дучесне Кусан
- Операторы: Борис Брожовский, Александр Кольцатый[15]
- Комбинированные съёмки: Борис Травкин, А. Винокуров

Актёрский состав:
| Актёр                      | Роль                           |
| -------------------------- | ------------------------------ |
| Серхио Коррьери            | Альберто                       |
| Хосе Гальярдо              | Педро                          |
| Рауль Гарсиа               | Энрике                         |
| Лус Мария Кольясо          | Мария-Бетти                    |
| Жан Буиз                   | Джим                           |
| Селия Родригес             | Глория                         |
| Фаусто Мирабаль            |                                |
| Марио Гонсалес Броше       | Пабло                          |
| Мария де лас Мерседес Диез | девушка, преследуемая на улице |
| Роберто Гарсия Йорк        | американский активист          |
| Барбара Доминкес           |                                |
| Сальвадор Вуд              | Мариано                        |
| Альберто Морган            |                                |
| Луиза Мария Хименес        | Тереза                         |
| Тони Лопес                 |                                |

### Текст читают
На испанском языке: Ракель Ревуэльта — «голос Кубы»; на русском языке: Нина Никитина — «голос Кубы» и Георгий Епифанцев.

## Создание

### Предыстория
Победа Кубинской революции в 1959 году, в ходе которой был свергнут авторитарный режим Фульхенсио Батисты, получила широкое отражение в средствах массовой информации СССР и вызвала в советском обществе всплеск интереса к острову Свободы. В результате восстания к власти на Кубе пришло правительство «левой» ориентации во главе с Фиделем Кастро, которое затем приступило к строительству социализма. Правящей и единственной легальной политической организацией в стране с 1962 года стала Единая партия социалистической революции Кубы (будущая Коммунистическая партия Кубы). В январе 1959 года советское правительство признало Революционное правительство Республики Куба, и между странами стало налаживаться тесное политическое, военное, экономическое и культурное сотрудничество. Поставки на Кубу продукции военного назначения, оказание материально-технического содействия начались в 1960 году и осуществлялись вплоть до распада СССР в начале 1990-х годов. В июне 1962 года на карибском острове в рамках операции «Анадырь» была создана Группа советских войск на Кубе, в состав которой вошли ракетные войска стратегического назначения с атомным оружием, что вызвало один из тяжелейших кризисов холодной войны — Карибский, известный на Кубе как «Октябрьский кризис» (исп. Crisis de Octubre).
На волне интереса к латиноамериканской стране в СССР было снято несколько фильмов. «Я — Куба» стал самым значительным из них. В 1962 году для работы над этим проектом на Кубу были направлены всемирно известные советские кинематографисты — режиссёр Михаил Калатозов и оператор Сергей Урусевский, которые прославились благодаря фильму «Летят журавли» (1957). Эта работа удостоилась «Золотой пальмовой ветви» Международного Каннского кинофестиваля 1958 года с формулировкой «за высокие художественные достоинства и гуманизм». Жюри особо отметило выдающуюся игру актрисы Татьяны Самойловой. Во французской прессе фильм называли современным «Войной и миром», в заголовках встречались определения — «Красота спасёт мир». Высокую оценку получила также операторская работа Урусевского, который специально для съёмок впервые сконструировал круговые операторские рельсы. Изобразительное решение фильма, ставшее классикой операторского искусства, построено на съёмке с движения и использовании сверхширокоугольного объектива с фокусным расстоянием 18 мм. Многие сцены были признаны выдающимися (прощание на лестнице, проводы на фронт, гибель Бориса и другие). Урусевский был удостоен Гран-при Высшей технической комиссии Франции «За виртуозное владение камерой». Его работой восхищались многие деятели искусства, в частности, Жан Кокто и Пабло Пикассо. Последний после просмотра сказал: «Каждый кадр „Журавлей“ можно рассматривать как самостоятельное талантливое произведение». Считается, что особое операторское ви́дение Урусевского обусловлено не только его профессиональными навыками, но и тем, что первоначально он учился на живописца. По словам дочери Инги, её отец — «поэт кинематографа» — был художником как по призванию, так и по образованию, что нашло отражение в его кинематографических работах: «Он осуществил переворот в языке киноискусства, утвердил принципиально новое значение изобразительного кинематографа». По мнению советского художника Виталия Горяева, признание фильма и то внимание, которое проявил к нему Пикассо, видимо, было вызвано общностью художественных поисков Урусевского и прославленного живописца в области проблем соотношения «времени в изображении». Работа Калатозова-Урусевского повлияла на развитие кинематографа, а такие режиссёры, как Андрей Кончаловский, Сергей Соловьёв и Клод Лелуш признавались, что выбрали профессию под впечатлением от картины «Летят журавли».
Движение его камеры — свободное, впечатляющее, казалось, она парит в воздухе по мановению волшебной палочки. Было непонятно, как это сделано, при помощи какой техники. Просто чудо, и всё! В соединении с необычайной пластичностью света и тени это движение создавало удивительный результат. Заметьте, что техника тогда была весьма примитивной, стедикамов не было, суперкранов тоже. Снимали «конвасом», кассета в котором не превышала 120—150 метров.
В литературе неоднократно отмечалась требовательность Урусевского к качеству отснятого материала, что достигалось, среди прочего, тщательной подготовительной работой, использованием различных технических и оптических приспособлений, разрабатываемых им самим и при помощи помощников. Советский кинооператор Юрий Транквиллицкий, ранее работавший ассистентом Урусевского на фильме «Первый эшелон» (1955), называл своего наставника «волшебником», но отмечал также его вспыльчивый характер, несговорчивость и требовательность. На этих чертах характера останавливался и Григорий Чухрай, снимавший с ним свой дебютный фильм «Сорок первый», на съёмках которого у него произошёл конфликт с Урусевским. Однако коллеги ценили талант оператора и многое ему прощали. По словам Транквиллицкого, у Урусевского была «очень высокая планка качества изображения», и такой подход позволял ему снимать настоящие «киношедевры». Его съёмки были очень трудоёмки и занимали много времени, но это себя оправдывало: «Полезных метров мало, зато качество картин, снятых Урусевским, потрясает». Транквиллицкий также вспоминал, что на съёмках Урусевский «был сух и молчалив, без улыбки, весь зажатый», полностью сосредоточен на камере, с которой «застывал» как бы в «восторге». В это время на съёмочной площадке все переходили на полушёпот, опасаясь помешать работе оператора. Несмотря на перфекционизм Урусевского, замедлявший съёмочный процесс, между ним и Калатозовым по этому поводу никогда не возникало проблем. Это объясняют тем, что режиссёр начинал свою кинематографическую карьеру в качестве оператора. Виктор Шкловский, сотрудничавший с Калатозовым над переделкой его дебютной картины «Соль Сванетии» (1930), писал про его кинематографическое ви́дение: «Он воспитан на операторской работе, мыслил зрительными кадрами, сталкивая эти зрительные кадры». По словам актёра Алексея Баталова, работавшего с Калатозовым и Урусевским над фильмом «Летят журавли», режиссёр, благодаря общности их кинематографического мышления, осознавал значение «операторских исканий и чисто кинематографических решений»: «Эти два художника работали настолько дружно и увлечённо, что моменты неудач не вызывали между ними конфликтов или взаимных упрёков». Про единство кинематографического замысла работ Калатозова и Урусевского говорил и Георгий Данелия, подчёркивая, что по своему характеру это были абсолютно разные люди. Однако когда дело касалось художественных задач, передачи необходимого им изображения, качества материала, то они были непреклонны: «Если этого кадра, облачко, чуть-чуть оно зайдёт за солнце, и свет будет именно такой, как нужен, они будут ждать неделями. Даже месяцами. И Михаил Константинович никогда бы не сказал, давай, Серёжа, снимем так». Многие из своих наработок Калатозов и Урусевский применили на съёмках последующих совместных фильмов — «Неотправленное письмо» (1959) и «Я — Куба».

### Подготовка
Совместный советско-кубинский кинопроект «Я — Куба» был снят по сценарию Евгения Евтушенко и кубинского сценариста Энрике Пинеда Барнета, который первоначально выступил в качестве консультанта. Планы создания этого фильма стали известны на Западе. Так, 25 ноября 1962 года в газете The New York Times появилось сообщение агентства Reuters о запланированном на январь следующего года запуске фильма в производство. В СССР проект обсуждался и утверждался на высшем уровне; Калатозов, Урусевский и Евтушенко перед самой поездкой посетили министра культуры Екатерину Фурцеву, которая уже была в опале, но оставалась членом Политбюро. В кабинете Фурцевой они стали свидетелями, как её отключили от правительственной телефонной связи с другими членами Политбюро. По воспоминаниям поэта, Калатозов сказал ему при этом: «Какая жестокая штука — история», а Фурцева после паузы, собравшись, продолжила обсуждать будущий фильм. Постановка получила значительное государственное финансирование с обеих сторон и стала результатом сотрудничества советской киностудии «Мосфильм» и созданного 24 марта 1959 года «Кубинского института киноискусства и кинопромышленности» (исп. Instituto Cubano de Arte e Industria Cinematográficos). С учётом любви кубинцев к кино новое правительство придавало очень большое значение развитию местной кинопромышленности, кроме того, в этой области усматривался и значительный пропагандистский потенциал. После революции на Кубе ощущался дефицит собственных кадров, так как ранее кинопродукция снималась в основном в кооперации с США и Мексикой, а после свержения Батисты и так немногочисленные квалифицированные работники в большинстве своём эмигрировали. Одним из выходов по преодолению нехватки специалистов стала кооперация с кинематографистами из других стран, причём не только из социалистических. Ярким примером такого сотрудничества стало прибытие на Кубу французского режиссёра Армана Гатти, последовавшего после личного приглашения Фиделя Кастро. Гатти снял там фильм «Другой Кристобаль», который представлял в 1963 году кубинскую кинематографию на 16-м Каннском кинофестивале. Он был закончен буквально незадолго до начала съёмок фильма Калатозова, в ускоренном режиме, так как необходимо было освободить павильон для прибывших из СССР кинематографистов. Советский режиссёр его видел, и считается, что он оказал некоторое влияние на его работу.
При создании фильма на кубинскую сторону в первую очередь возлагалось содействие титулованным советским кинематографистам, а также предоставление актёрского ансамбля. В документальном фильме бразильского режиссёра Висенте Ферраса (порт. Vicente Ferraz) «Я — Куба: Сибирский мамонт» (Soy Cuba: O Mamute Siberiano, 2005) первый руководитель ICAIC Альфредо Гевара (исп. Alfredo Guevara) пояснял: «Мы нуждались в помощи и искали её везде. Пусть приезжают все. Пусть все будут разными и не накладывают на нас ярлыки». Кинематографисты получили всемерную поддержку со стороны кубинских революционных властей, с авторами фильма встречались первые лица молодого государства. Урусевский в 1961 году писал жене Белле Фридман, которая станет вторым режиссёром на съёмках «Я — Куба», о впечатлении от Фиделя Кастро: «Это второй человек, из виденных мной лично, при встрече с которым невольно восхищаешься гениальностью природы, которая может создать подобное». По словам оператора, кубинский лидер «застенчиво улыбался, Белка, я даю тебе слово, что этот гений застенчив» и всё, к чему он имеет отношение, «непонятно простому смертному». Советские члены съёмочной группы находились под большим впечатлением от Кубинской революции, воспринимая её как торжество исторической справедливости и восхищаясь тем, что она, по сравнению с другими переворотами, прошла практически бескровно. Оператор Александр Кольцатый говорил, что в тот период они воспринимали происходившие на Кубе изменения с энтузиазмом. Представители СССР, как он позже пояснял, были буквально очарованы тем, что происходило в стране: «Кубинская революция казалась нам более гуманной, мы не знали, как она происходила, и нам говорили, что это была революция с гуманным лицом, что было пролито гораздо меньше крови, чем предполагается во всех революциях её проливать…»
К работе над фильмом были привлечены живописец Рене Портокарреро, а также композитор Карлос Фариньяс. Портокарреро считается самым известным кубинским художником XX века, в его творчестве нашли отражение многие стили и техники живописи, но чаще всего его имя связывают со стилистикой модернизма и латиноамериканского необарокко. Писатель Алехо Карпентьер, которому принадлежит идея всеобщей барочности латиноамериканского искусства, возникшего, по его мнению, в местной культуре ещё до появления европейцев в Новом Свете, называл художника ведущим представителем этого движения. Советский писатель и культуролог-латиноамериканист Валерий Земсков писал, что художник сотворил «удивительный и неотразимый в своей убедительности пластический и цветовой образ Кубы». Карпентьер отмечал, что барочный мир Кубы, созданный Портекарреро, населяют женщины «с прихотливыми причёсками, повторенные до бесконечности и в то же время всегда разные, как вариации на данную тему, которые импровизирует гениальный музыкант». Впрочем, сам художник лишь отчасти принимал утверждение о барочности своей живописи, говоря, что может согласиться с ним лишь в том случае, если под барокко понимать «неугасимое желание».
Композитор Фариньяс в начале 1960-х годов учился в Московской консерватории у Александра Пирумова. Кубинский музыкант хорошо разбирался в латиноамериканском фольклоре и западной музыке, так как ещё до поездки в Москву получил академическое образование, а в 1956 году проходил обучение на летних курсах Беркширского музыкального центра (ныне Тэнглвудский музыкальный центр) под руководством американского композитора Аарона Копленда. Если в 1950-х — начале 1960-х годов творчество Фариньяса было ещё довольно традиционно, то позже он перешёл к созданию авангардной музыки, работая в современных техниках (алеаторика, соноризм и другие). Фариньяс сыграл значительную роль в популяризации кубинской музыки, а после революции занимал ряд административных постов в музыкальных учреждениях республики. Наряду с Хуаном Бланко и Лео Брауэром он стоял у истоков кубинского музыкального авангарда 1960-х годов.

### Сценарий
Евтушенко несколько раз приезжал на Кубу в качестве корреспондента газеты «Правда» и встречался с лидерами революционного движения Фиделем Кастро и Эрнесто Че Геварой. В результате этих поездок он написал несколько стихотворений, опубликованных в советской прессе, а в 1962 году вышел в свет сборник его стихов «Нежность», который заканчивался поэтическим циклом о «новой Кубе». Идея фильма о «героическом острове» возникла у Евтушенко летом 1961 года. По возвращении в СССР он обсудил её с Калатозовым и Урусевским, которые заинтересовались этими планами. В 1963 году поэт закончил «поэму в прозе» «Я — Куба», которая и была положена в основу сценария фильма. 
Евтушенко позже вспоминал, что стал сценаристом фильма, несмотря на настороженное отношение советских властей, по личному настоянию Калатозова и Урусевского, которые прочли его стихи в газете «Правда». Первоначально Калатозов хотел поручить создание сценария Константину Симонову, но писатель в это время работал над военным романом «Солдатами не рождаются» о Сталинградской битве. В письме от первого августа 1961 года он повторно выразил заинтересованность в сотрудничестве с Калатозовым и Урусевским, но всё-таки остановил свой выбор на окончании романа, занимавшего в то время все его мысли, так как работать над фильмом «вполдуши, вполсилы» он не мог себе позволить. Писатель ещё раз просил рассмотреть кандидатуру Евтушенко в качестве сценариста. В пользу Евтушенко он указал, что поскольку Калатозов задумал «фильм-поэму», вполне естественно привлечь к его созданию поэта, который к тому же побывал на месте будущих съёмок: «Он уже два месяца просидел на Кубе; поездка на Кубу большое событие в его поэтической жизни, и я думаю, он вернётся полный впечатлениями и замыслами». Симонов также выразил уверенность, что тридцатилетний Евтушенко, не имевший кинематографического опыта, всё-таки способен написать адекватный сценарий, и в качестве последнего довода указал, что тот и по возрасту соответствует молодым героям будущего фильма о Кубинской революции.
Созданию сценария и съёмкам предшествовал многомесячный подготовительный период. Только на поиски натуры съёмочная группа потратила три месяца, на фильм ушло ещё четырнадцать месяцев, а в общей сложности понадобилось двадцать месяцев (1963—1964), чтобы его закончить. Авторы изучали особенности страны и её революцию, побывав во множестве мест и общаясь с очевидцами исторических событий, а кубинцы охотно делились своими воспоминаниями, историями, бытовыми деталями и т. д. Режиссёр говорил про этот период: «Мы объездили всю страну. Побывали в самых отдаленных её уголках… Неизгладимое впечатление осталось от пребывания в местах, где недавно происходили ожесточённые революционные бои». За это время Евтушенко стал общаться на испанском языке, а Барнет на русском. Первоначально предполагалось поэтапное воссоздание хода кубинских событий, предшествующих свержению режима Батисты. Но Евтушенко посчитал, что это слишком сложная задача, и решил вместо этого воплотить в сценарии кинематографическую поэму, в которой будут показаны судьбы людей и историческая необходимость революции. Было решено, что фильм будет состоять из пяти историй о событиях, предшествующих победе революции: колониализм и его влияние; трагедия крестьянства; начало борьбы рабочих / студентов; борьба на равнинах (поражение восставших под предводительством Кастро при нападении на казармы Монкада в 1953 году); борьба в горах и окончательная победа революции. Евтушенко, Барнет, Калатозов и Урусевский решили остановиться на этом варианте, но отказались от четвёртой темы — поражения повстанцев при нападении на правительственные казармы. После того как был решён вопрос об общей сюжетной идее, началась работа над сценарием. Евтушенко писал его в своём номере на 17-м этаже отеля Habana Libre, где в тот период временно располагались первое на Кубе советское посольство и представители революционных властей. Барнет работал у себя дома недалеко от набережной, а Калатозов и Урусевский ходили по улицам Гаваны, изучали её особенности, знакомились с культурой, историей революции и её героями. Авторы фильма часто собирались все вместе, чтобы обсудить ход работы, поделиться возникшими идеями. Рассмотрение первого варианта сценария состоялось на совещании ICAIC, в ходе которого были высказаны замечания и советы от Че Гевары, режиссёров и основателей киноинститута Хулио Гарсии Эспиносы и Томаса Гутьерреса Алеа. В начале 1962 года Евтушенко рассказал советскому журналисту, что, по замыслу авторов, фильм должен показать, что человеческие жертвы, понесённые ради торжества революции, не были напрасны и не будут забыты: «Люди, героически погибшие за дело революции, остаются жить в сердцах народа. И значит — революция непобедима». После того как общий проект сценария был утверждён, последовала многомесячная доработка.
В январе 1962 года трое советских авторов картины вернулись в Москву для завершения работы над сценарием, а через месяц к ним присоединился и Барнет. С целью помочь сценаристам лучше настроиться Калатозов показывал им материалы неоконченного фильма Сергея Эйзенштейна «Да здравствует Мексика!» (1931—1932) и познакомил их с бывшим помощником Эйзенштейна, советским режиссёром Григорием Александровым. Авторы советско-кубинского фильма побывали на съёмках масштабной постановки Сергея Бондарчука «Война и мир» (1965—1967). Барнет вспоминал, что общая повествовательная идея Калатозова заключалась в том, чтобы свести к минимуму значение слов, диалогов, а происходящее на экране было бы понятно зрителю по выразительным, визуальным особенностям фильма. В обсуждении проекта принял участие композитор Карлос Фариньяс, обучавшийся в Московской консерватории. Авторы рассматривали также вопрос введения истории о постреволюционной, современной Кубе, но от этой идеи отказались. Через несколько месяцев после возвращения в Москву они пришли к выводу, что сценарий слишком растянут, в некоторых местах ему не хватает глубины и силы. Калатозов внёс ряд сокращений в первой и второй истории, убрав сцены, которые не играли большой роли в развитии сюжета; с правильностью таких решений согласились остальные авторы. Барнет писал, что они часто спорили между собой «до хрипоты» по поводу сценария и его поэтики, но каждый раз роль непререкаемого арбитра осуществлял режиссёр.

### Актёрский состав
Первоначально планировалось, что в «Я — Куба» будут задействованы не только кубинские, но и советские актёры, например, Татьяна Самойлова, которая уже играла в фильмах Калатозова «Летят журавли» и «Неотправленное письмо». По воспоминаниям Михаила Калатозишвили, также ставшего режиссёром, его дед признавался, что когда он начинал обдумывать какой-либо новый фильм, то первый женский образ, возникавший перед ним, он связывал именно с Самойловой. Сама актриса рассказывала, что участвовала в пробах, но режиссёр всё-таки отказался от её участия в этом фильме: «…Таня, я хочу снимать тебя, но у нас иностранная картина. Я буду снимать итальянцев, а эти кадры я возьму с собой. И ты будешь со мной всю жизнь».
В итоге на съёмки были привлечены в основном непрофессиональные местные актёры, так как молодая кубинская кинематография ещё не обладала необходимыми подготовленными исполнительскими кадрами. В одном из писем режиссёр писал своему сыну Георгию (Тито) Калатозишвили, что фактически на Кубе актёров нет, поэтому в картине роли играют: «старые рыбаки, крестьяне, студенты, адвокаты, учащиеся и прочие не умеющие сниматься люди». Кроме того, режиссёр пришёл к выводу, что использование актёров-любителей позволит добиться большей подлинности в передаче кубинских реалий. Наиболее опытными из местных актёров были Серхио Каррьери и Сальвадор Вуд, но даже последнего считали недостаточно профессиональным. Калатозов стремился набирать исполнителей из тех представителей общества, которых они должны были играть в фильме, и поощрял привлечение в качестве актёров членов кубинской съёмочной группы. Например, Рауль Гарсия, один из звукорежиссёров, снялся в третьей новелле в роли Энрике. Хосе Гальярдо, сыгравший во второй новелле крестьянина Педро, не имел актёрского опыта, но Калатозов посчитал, что он будет естественно выглядеть в своей роли, хотя до этого работал в ресторане Pollo Pampero и не имел отношения к сельскому хозяйству. Лус Мария Кольясо, сыгравшая проститутку Марию-Бетти из первой новеллы, была танцовщицей и моделью — она согласилась сыграть роль по просьбе режиссёра. Непрофессиональные исполнители соответствовали и концепции Калатозова, который считал, что для того чтобы передать характер человека, не нужен актёрский опыт. В этом отношении он приводил в пример Гальярдо, сумевшего показать тяжкий крестьянский труд, его борьбу со стихиями. С такой точкой зрения не согласен сценарист Пинеда, считавший, что не работавший в реальной жизни на земле исполнитель не мог органично и достоверно передать истинный дух старого крестьянина. Кроме того, Калатозов и Урусевский, к неудовольствию Пинеды и Фариньяса, ввели в фильм понравившегося им старого уличного музыканта, который плохо пел и с трудом играл на гитаре. Кубинские сценарист и композитор вынуждены были подстраиваться под мимику и движения губ старика на плёнке, что потребовало от них дополнительных усилий. Позже кубинские актёры с благодарностью вспоминали помощь советских кинематографистов, особенно наставления Калатозова. Некоторые исполнители после окончания съёмок продолжили свою карьеру на местном телевидении и в кино. Руководителем группы переводчиков был советский поэт Павел Грушко, а Евтушенко за несколько лет, проведённых на Кубе, выучил испанский язык. Грушко вспоминал позже, что для него съёмки, занявшие «два замечательных года», стали важной вехой в его жизни. Он прилетел с другими членами съёмочной группы последним самолётом перед самым началом Карибского кризиса, после чего на Кубе началась проблема с продовольствием. Советские члены съёмочной группы находились в более выгодном положении, так как могли покупать продукты у представителей СССР. Так, один из директоров фильма, Константин Стенькин, на военных кораблях приобретал дёшево сгущённое молоко, тушёнку, вина, после чего их раздавали друзьям-кубинцам: «Мы варили для них нашу тушёнку с картошкой, они пальчики облизывали».
Самым опытным актёром не из числа кубинцев считается француз Жан Буиз (американец Джим из первой новеллы), выступавший во французских театрах с начала 1950-х годов и начавший сниматься в кино во второстепенных ролях незадолго до съёмок «Я — Куба». Он принимал участие в съёмках фильма Гатти и согласился сыграть в советско-кубинской постановке. Со временем Буиз стал одним из самых известных актёров второго плана французского кино, признанным мастером эпизода. В этот период он находился на Кубе в отпуске и согласился поучаствовать в фильме Калатозова. На других ролях американцев, в частности моряков, были задействованы европейцы, оказавшиеся на Кубе. Вообще персонажи-американцы считаются наиболее слабым местом фильма, так как они стали воплощением крайне стереотипных представлений о пороках докастровской Кубы. С этим согласен Евтушенко, говоривший через сорок лет после съёмок фильма, что несмотря на ходульность изображённых американских моряков, в их образах нет какой-либо «ненависти»: «Даже когда американцы сейчас смотрят это, просто улыбаются, потому что непохоже. Там французы играют американцев — потому что кто тогда из американцев мог поехать и сняться в этом фильме?»

### Съёмочный процесс
Вернувшись на Кубу, члены съёмочной группы оказались там в разгар октябрьского Карибского кризиса 1962 года. В это время над социалистической Кубой нависла реальная угроза интервенции армии США, а американская сторона ввела морскую блокаду острова после размещения там советских ракет. Калатозов видел американские военные самолёты. Считается, что в связи с таким ходом событий его работа приобрела ещё и личный политический оттенок: «это — протест мой и всего советского народа против жестокой агрессии американских империалистов», — писал он. На Кубе в это время шла кампания по борьбе со спекуляцией, что вылилось в противостояние властей с частной торговлей и привело к товарному «голоду». Евтушенко вспоминал, что местные жители обвиняли в этом СССР, что не могло не отразиться на членах съёмочной группы, неоднократно слышавших упрёки в свой адрес. В подтверждение своих слов он позже рассказывал, что при посещении гаванского рынка с целью выбора натуры они лично слышали подобные оскорбления, что вывело Калатозова из себя и он даже плакал, «как ребёнок».
В начале 1963 года на Кубе начались съёмки, в ходе которых советские кинематографисты столкнулись с различными трудностями, вызванными разницей в культуре, менталитете, географических и климатических условиях, а также отсутствием инфраструктуры и необходимых кадров. В письме домой Калатозов писал, что на острове очень жарко, в горах отсутствуют дороги и для доставки туда приходится пользоваться вертолётом, нет профессиональных актёров. Главный же недостаток — это «чудовищная неорганизованность кубинцев», и в таком случае «грузины перед ними люди кибернетической точности». Михаил Калатозишвили, комментируя письмо своего деда о трудностях, возникших на Кубе, заметил: «Если грузины по сравнению с кем-то люди кибернетической точности, то те люди живут в другом пространстве». В календарно-постановочный график кинематографистов вмешались и стихийные бедствия, обрушившиеся на остров в 1963 году, к числу которых относятся: крайне разрушительный ураган «Флора», циклоны и тропические ливни. Кроме того, непривычные для советских людей экзотическая природа, обычаи и особенности кубинской революции препятствовали осмыслению и адекватному показу на экране исторических событий, происходивших на острове Свободы. По выводам филолога-испаниста Дарьи Синицыной, недоумение и растерянность советских членов съёмочной группы в связи с происходящим на Кубе можно выразить следующим образом: «Революционная модель, укоренившаяся в советском сознании, не вязалась с кубинской реальностью…» Консультант и сценарист Барнет позже вспоминал, как его очень удивила безучастность Калатозова при осмотре интересных кубинских локаций. По его словам, режиссёр сидел в автомобиле и на всё смотрел практически только оттуда: «Я ему интересные вещи показываю, а он даже дверь не приоткроет».
Создатели фильма решили отказаться от цветного изображения и сняли его на чёрно-белую плёнку. Оператор объяснял это так: «Боялись мы тогда цвета, страшились впасть в экзотику: синее небо, истошно зелёные пальмы». Некоторые сцены были отсняты на ограниченную для гражданского использования в СССР инфракрасную плёнку, в связи с чем эти кадры приобрели оригинальный визуальный эффект. В частности, таким способом показаны освещённые ярким южным солнечным светом кроны пальм, которые на экране приобрели серебристый, почти белый оттенок, а не тёмный, как это бы имело место при съёмке на обычной чёрно-белой. Урусевский опасался снять «туристический» фильм, но позже вынужден был отметить: «пресловутый антильский колорит всё-таки не мог не проникнуть в ткань повествования». Композитор Карлос Фариньяс, написавший музыкальное сопровождение к фильму, говорил, что со стороны советских кинематографистов было немного наивно пытаться обойтись на Кубе без эротических мотивов, образов, так как телесность и сексуальность глубоко укоренены в карибском мире. Позже он вспоминал о знаменитой сцене конкурса красоты, снятой на крыше отеля Капри: «Это был кадр греха, карибского эротического греха». Образы кубинских девушек, вынужденных заниматься проституцией, и посетителей злачных мест разработал художник Портекарреро в духе своей яркой, необарочной живописи.
Почти весь фильм снят ручной камерой французского производства Éclair CM3 Cameflex, заряжаемой 35-мм киноплёнкой. Она послужила основой конструктивных решений советской камеры Конвас-автомат, которой были сняты «Летят журавли» и «Неотправленное письмо». Главной отличительной особенностью французского аппарата были уникальные для своего времени быстросменные кассеты магазинного типа. Каждая кассета имела компактную полуторную конструкцию и содержала почти весь лентопротяжный тракт. В целом, компоновка и общее устройство «Конваса» сходны с «Камефлексом», обеспечивая такие же мобильность и универсальность. Пристрастие к съёмке с движения лёгкой камерой оператор объяснял стремлением «оживить» кадр, необходимостью вовлечь зрителя в происходящее на экране, активизировать его чувства, то есть сделать как бы «соучастником» персонажей. По его словам, подобные приёмы съёмки не возникали заранее, а были обусловлены происходящим на съёмочной площадке, и он чувствовал, когда необходимо применить те или иные технические средства. «Я уверен, что оператору нужно работать, играть вместе с актёрами», — утверждал он. «Я серьёзно говорю, дело не только в том, что бежишь с ними. Движение камеры очень активно. Через камеру я выражаю своё отношение к событию, и она становится соучастником. Зритель — тоже». Когда у оператора спрашивали, как ему удаётся достигать таких впечатляющих результатов, он отшучивался: «Да что в дырку вижу, то и получается». Для съёмок применялся объектив с фокусным расстоянием 9,8 мм французского производства, с которым Урусевский ещё не работал. Оператор был восхищён возможностями этой оптики, такими как очень широкий ракурс, подчёркнутая перспектива, быстрое приближение и удаление объектов. Этот объектив позволяет снимать очень остро и выразительно.
Фильм задумывался и был создан в поэтическом жанре, где не требовалось показывать бытовые детали и психологическое развитие характеров персонажей. Общественная тематика зачастую решалась ассоциативным путём, что ярко проявилось уже на первых кадрах, где длиной панорамой показывается прибрежная линия Кубы, пальмовые заросли. В замысел авторов фильма входило показать карибский остров, к которому зритель постепенно приближался. Увидев эту панораму, Портекарреро сказал, что эти кадры его сильно взволновали, они вызвали в нём ощущение того, как после долгого отсутствия он возвращается на Кубу и видит свой родной остров. После этого эпизода появляется панорама нищей деревни, изобретательно снятая с лодки, на переднем плане которой находится лодочник. Он представлен крупными планами, снятыми объективом с фокусным расстоянием 9,8 мм, крупным планом сняты его натруженные голые спина и ноги. Такой приём был задуман для показа кубинской нищеты, с чем, по мнению авторов, такой образ лучше справляется при изображении кубинских реалий и бедности дореволюционной жизни. Кульминацией этого эпизода является переход через реку беременной негритянки с голыми детьми. Эта сцена была снята путём наезда камеры на занятых в ней актёров.
«Гитарист танцует, играя на гитаре. Танцует саксофонист вместе с двумя гитаристами. На крыше небоскрёба — «парад девушек». Кафе заполнены народом. Бассейн одного из небоскрёбов. Общий вид Гаваны. Аплодирует группа молодых людей. Девушка стоит на балконе. Она берёт в руки бокал, который ей подает седой мужчина, и направляется к бассейну… Сквозь толщу воды видны плавающие в бассейне девушки».
Противопоставления чёрного и белого были введены для передачи образного ряда картины. Бедная деревня со смуглыми кубинцами сменяется американизированной Гаваной, с белыми туристами, белыми небоскрёбами. Одна из самых известных и технически изощрённых сцен происходит в отеле Капри, где на фоне беспросветной кубинской нищеты веселятся американские туристы. Она снята ручной камерой в технике продолжительного внутрикадрового монтажа (насколько позволял метраж плёнки), то есть длинными планами и без дополнительных монтажных склеек. Операторы передавали камеру из рук в руки, фиксируя выступление джазменов, проведение конкурса красоты, веселящихся посетителей, кубинских девушек в поисках клиентов и т. д. В один из оживлённых моментов, в котором было задействовано множество действующих лиц, снимающий с камерой спускался на нижний этаж отеля, где находился бассейн и бар. Для такой съёмки было выстроено специальное сооружение в виде шахты лифта, в которой была установлена небольшая ступенька, приводимая в движение при помощи ручной тяги: оператор с камерой в руках садился на неё, а она опускалась вниз, где Урусевский сходил на пол и продолжал съёмку в движении. В одном из эпизодов этой динамичной сцены Урусевский даже входил в бассейн и продолжал съёмку в надводном и подводном положении. Так, в один из моментов на экране появляется кадр, разделённый пополам: одна половина его находится над поверхностью воды, а вторая ниже. Это было сделано для имитации зрительных ощущений входящего в воду и плывущего человека, глаза которого находились то над, то под водой. Как прокомментировал Урусевский, этот план был поставлен для «большего ощущения живой воды». Несмотря на то что камера в этой ситуации была защищена полиэтиленовым пакетом и специальным стеклом с перископа подводной лодки, вращающегося на большой скорости, это приспособление не было полностью герметично и после каждого дубля его приходилось разбирать и чистить. «Ведь панорама шла дольше ста метров, поэтому перезаряжали каждый дубль. Вода накапливалась, но на плёнку попадать не успевала, вернее, плёнка не успевала набухнуть. Единственное, что мешало, — разность температур воды и воздуха, поэтому в камере всё запотевало», — говорил позже Урусевский. Несмотря на старания снимающих и к явному неодобрению главного оператора, сцена в бассейне не вошла полностью в фильм, так как Калатозов посчитал её слишком затянутой и вырезал ту её часть, которая следовала после подъёма камеры из воды. Первоначально в первой новелле был иной сюжет, другие изобразительные решения. Согласно этому варианту три американских туриста прибывают на Кубу, развлекаются, посещают собачьи бега, казино, кабаре. Однако в ходе съёмочного процесса авторы фильма решили отказаться от такой чрезмерно бытописательской, прямолинейной манеры в пользу более поэтического, образного изложения. Длинный план в отеле Капри был призван ассоциативно передать американизированную Гавану, где всё было подчинено интересам иностранных туристов. По словам Урусевского, такой приём позволяет показать, что в «Гаване для американцев» было создано всё для «праздного наслаждения»: и на крыше и в воде, буквально везде. «Нам казалось, что такая панорама точно выражает тему эпизода и уже не нужны бытовые подробности — на бегах или в казино и т. д. И такие изменения в процессе съёмок естественны», — говорил оператор.
«Глория в толпе, Альберто подходит к носилкам, которые несут студенты, и подставляет плечо. Панорама. Альберто и студенты несут носилки с телом Энрике. Улицы заполнены народом. С балконов и крыш женщины бросают цветы. Рабочие табачной фабрики передают из рук в руки свёрнутое кубинское знамя. Подходят к окну, разворачивают знамя. Улицы заполнены народом. С балконов и из окон домов бросают вниз цветы».
Ещё одной сложной постановочной сценой с применением инженерных операторских конструкций стали многолюдные похороны убитого повстанца. Здесь оператор вместе с ручной камерой, наоборот, на подъёмнике в виде приставного стула поднимался с улицы, где он шёл рядом с демонстрантами, на четвёртый этаж многоквартирного дома, перемещался на тележке по мостику-эстакаде из этого здания в другое. После этого проходил через цех по скручиванию сигар знаменитой фабрики H. Upmann с работающими в ней людьми и снимал панораму траурного шествия уже из окна, как бы нависая над толпой. После этого камера с аккумулятором, размещённым в корзине, при помощи магнита прикреплялась к блоку и плавно перемещалась на подвесной дороге над движущимися людьми на улице. Сама камера двигалась над процессией благодаря тому, что её при помощи троса тянул чемпион Кубы по борьбе. Чтобы скрыть от зрителя толчок камеры во время закрепления её на блоке, в этот момент прямо перед объективом развернули и вывесили из окна кубинский флаг. Эта сцена потребовала слаженной работы всей съёмочной группы, технического персонала. О том, каких трудов это стоило, свидетельствует тот факт, что кинематографисты прибыли на место съёмок для их подготовки за месяц, а сам процесс занял ещё месяц. Борис Брожовский, один из операторов картины, с благодарностью вспоминал, что несмотря на все проблемы и недочёты, неизбежные при решении сложнейших визуальных и технических проблем ленты, Урусевский с пониманием относился к ошибкам и недоработкам своих подчинённых. Так, когда кубинская монтажница не поняла русскоязычных коллег и испортила результаты целого съёмочного дня, тот довольно спокойно к этому отнёсся и необходимые сцены пересняли.
В ходе производства фильма применялись и другие сложные инженерно-технические устройства и приспособления, многие из которых были созданы техническим персоналом под руководством механика по аппаратуре Константином Шиповым. Для съёмок эпизода из второй новеллы, где крестьянин Педро поджигает свою хижину, съёмочная группа разработала видеосистему на основе камеры, изображение которой выводилось на привезённый из Москвы личный телевизор Урусевского. Такая разработка считается прообразом современного профессионального операторского видеомонитора, созданного в Голливуде спустя два десятилетия. Советская сторона охотно делилась профессиональными навыками, необходимыми не только в ходе непосредственно съёмочного процесса, но и в связанных с ним областях (грим, пиротехника, монтаж и т. д.). Урусевский очень гордился сценой в зарослях кокосовых пальм, где повстанец продирается через их ветки, скрываясь от погони. Для этого сложного в техническом отношении эпизода была сооружена специальная вышка и с неё был спущен трос, на котором при помощи роликов перемещалась камера. Прикреплённая к тросу магнитом, она двигалась вслед за бегущим актёром. Сцена начинается с верхнего плана, на котором ничего не видно, кроме верхушек пальм, после чего камера начинает «продираться» вслед за бегущим человеком и приближается к нему. Во время спуска с верхней точки камера снимала самостоятельно, но внизу её перехватывал Урусевский, его помощник отсоединял магнит от камеры, а второй в это время занимался наведением фокуса изображения. После этого актёр продолжал движение, а Урусевский садился на ходу в операторскую тележку, снимая на значительной скорости погоню за преследуемым героем. Затем актёр останавливался, оглядывался, а камера фиксировала это крупным планом. В этот момент Урусевский осторожно переходил с тележки на землю и бежал вслед за артистом, снимая его со спины. Оператор подчёркивал, что ему было приятно, что кубинский исполнитель, задействованный в этой сцене, непреднамеренно упал, а он, да ещё и со своей камерой, сумел удержаться на ногах. Также в этом технически сложном эпизоде Урусевский выделял не только трудности при синхронизации подвесной дороги с операторской тележкой и последующим пробегом, но и оригинальную съёмку с различной скоростью кадра. На протяжении съёмки постепенно разряжался аккумулятор камеры, а для большего визуального эффекта операторы намеренно использовали уже истощенную батарею. При таком способе скорость снижалась от привычных 24 кадров до 16, 14 и даже до 12 кадров в секунду. Урусевский объяснял, что такой приём позволял усиливать ритм и напряжение этой очень динамичной сцены. Сам переход происходил плавно, при этом экспозиционно этот процесс не так бросался в глаза: «Потом плёнка идеально печаталась на одном свету, а ритм движения убыстрялся и доходил до нужного».
Работа над фильмом была завершена в мае 1964 года, в конце июня того же года Государственный комитет Совета Министров СССР по кинематографии принял его на испанском, а через несколько месяцев и на русском языке. По словам биографа режиссёра, советского киноведа Германа Кремлёва, в масштабной постановке приняли участие «16 советских, около 50 кубинских кинематографистов и тысячи их преданных друзей и помощников, ревностно следивших за правдой изображения». По современным оценкам, бюджет фильма составил около 600 000 долларов США.

## Выход на экраны

### Приём
Портокарреро создал постер фильма для кубинского проката, а советский вариант разработал Борис Рудин, признанный мастер фотомонтажного киноплаката, один из ведущих художников «Рекламфильм» в 1950—1960-х годах. Ещё один плакат создал Вилен Каракашев, также работавший в том же кинематографическом издательстве. В прокате фильм демонстрировался как двухсерийный, хотя авторы задумывали его без разделения на отдельные серии. Премьера фильма состоялась 24 июля 1964 года в городе Сантьяго-де-Куба, в кинотеатре на 1500 мест, причём, по свидетельству заместителя председателя Госкомитета Совета министров СССР по кинематографии Алексея Баринова, многим кубинцам билетов тогда так и не хватило. Через два дня на центральной площади города после многотысячного митинга и речи Кастро прошёл повторный показ. 30 июля в крупнейшем кинотеатре столицы Кубы «Рампа» состоялась гаванская премьера. Несмотря на заявления советской стороны о горячем приёме фильма на острове Свободы, он был плохо встречен критикой, публикой и даже некоторыми кубинскими участниками съёмок и, по некоторым сведениям, сошёл с экранов уже через неделю после премьеры. В СССР общественные показы фильма проходили с конца июля 1964 года, а прокат фильма стартовал 2 ноября 1964 года в московском кинотеатре «Россия», но, несмотря на актуальную кубинскую тематику и связанный с революционными событиями в Латинской Америке советский энтузиазм, успеха не случилось. По инициативе журнала «Искусство кино»  в Союзе работников кинематографии СССР состоялось обсуждение, в ходе которого, по словам российского искусствоведа Николая Хренова, было произнесено «много хорошего о необычайно одарённых авторах и много плохого о фильме». Ряд участников дискуссии высказались положительно в отношении содержания и визуальной стороны фильма, а некоторые, отметив незаурядное мастерства создателей и отдельных эпизодов, — отрицательно. Эти противоположные взгляды отмечались в выводах редакции журнала, где содержалась критика экспериментальной формы и образности, подчёркивалось отсутствие подлинной драматургической основы и развития характеров персонажей: «В картине „Я — Куба“ в чём-то повторились, где-то заострились многие приёмы найденные в фильмах „Летят журавли“ и „Неотправленное письмо“, а пренебрежение сценарием и словом в этой работе выявилось с очевидной наглядностью». Несмотря на такую отрицательную общую оценку, в редакционном тексте высказывалась надежда на дальнейшие поиски Калатозова и Урусевского.  
По данным, опубликованным в журнале «Искусство кино», за год демонстрации фильма в советском прокате его посмотрели 5,4 млн (1-я серия) и 5,3 млн зрителей (2-я серия). По итогам проката среди фильмов отечественного производства он занял предпоследнее, 39-е место. Предполагается, что неприятие со стороны властей Кубы и СССР во многом объясняется тем, что в картине образ «загнивающего Запада» «из-за неотразимого совершенства визуального ряда» был представлен очень привлекательно для членов социалистического общества. По мнению Евтушенко, неуспех фильма в обеих странах был вызван прежде всего экономическими проблемами. Простой народ в СССР обвинял советское руководство в трудностях, вызванных затратной поддержкой кубинского режима, а на Кубе, наоборот, видели в неудачах революционного правительства влияние «русских». Фактически фильм на Кубе не запрещали, но он не имел там успеха — «романтический настрой уже ушёл, люди начали в очередях стоять, ввели карточки». Поэт вспоминал, что советское руководство в этот период отправило на Кубу пропагандистский фильм о счастливой жизни в СССР с изобилием продуктов, что не соответствовало советским реалиям. На одном из просмотров в зале с Евтушенко находился Калатозов, и они услышали, как кубинка крикнула: «Хрущёв, дай мне кусочек сыра!» Такие противоречивые отношения между Кубой и СССР поэт резюмировал следующим образом: «Вот что такое пропаганда, а на самом деле это была антипропаганда. И поэтому фильм Калатозова не мог иметь успеха. Просто ни советский, ни кубинский народ не принял этой картины». Кроме того, кубинское руководство было разочаровано поведением советских властей, разрешивших Карибский кризис с правительством США без их прямого участия, что было расценено как фактическое предательство, в связи с чем началось охлаждение отношений между странами. В то время на Кубе получил распространение переиначенный куплет из народной песни, в котором были такие обращённые к Хрущёву слова: «Nikita, mariquita! Lo que se da, no se quita!», что буквально означает: «Никита, пидор! То, что дают, не отбирают!» Фидель Кастро лично общался с возмущёнными кубинцами и объяснял им: «отдать пешку — не значит проиграть партию». Павел Грушко, который приводит эти сведения, познакомился с Кастро во время съёмок. Он также говорил, что фильм тому не понравился не только из-за политических разногласий по вопросу «закулисного» разрешения Карибского кризиса, но и своим содержанием. В особенности это касается финала, где с горного массива Сьерра-Маэстра спускаются сотни «барбудос» с развевающимися знамёнами. Лидер Кубинской революции сказал, что в реальности, когда он со своими друзьями выступил в этот поход, это была всего лишь небольшая группа «ободранных повстанцев», и именно в этом заключается высокая ценность их последующей победы. По утверждению Грушко: «Мнение, что кубинцы в картине „какие-то не такие“, сложилось у многих из них. В картине искали буквальную документальность, а она — гениальная метафора бесподобных мастеров». Урусевский считал, что неудача фильма связана с его значительной продолжительностью, «механическим», а не авторским разделением на серии и драматургической слабостью последней новеллы. Рецензент журнала The New York Review писал в 2008 году, что неприятие картины Калатозова, видимо, объясняется утратой революционного энтузиазма, когда люди после свержения Батисты столкнулись с реальными проблемами, живя уже не в идеалистическом предреволюционном мире. В то время по политическим и идеологическим причинам фильм не мог принести успеха своим авторам и на Западе, что объясняют последствиями острого Карибского кризиса, а также антиамериканским, «прокоммунистическим» и революционным содержанием самого фильма, который был расценен лишь как пропагандистская работа советских и кубинских кинематографистов. В странах западного блока он вообще прошёл незамеченным, так как не демонстрировался в прокате и не был представлен на международных кинофестивалях. Высказывалось предположение, что отсутствие показов за рубежом объясняется тем, что в фильме недвусмысленно пропагандируется антиимпериалистическая борьба, представлены сцены вооружённого восстания, а внешняя политика СССР в 1960-е годы демонстрировала на международной арене приверженность страны к образу «борца за мир во всём мире».

### Возрождение интереса к фильму
| - Фрэнсис Форд Коппола - Мартин Скорсезе |

До начала 1990-х годов фильм «Я — Куба» практически был неизвестен широкой публике. В 1992 году он был показан на кинофестивале в Теллурайде, штат Колорадо, а в 1993 году на Международном кинофестивале в Сан-Франциско. В середине 1990-х годов его открыли для себя Мартин Скорсезе и Фрэнсис Форд Коппола. Фильм оказал на них такое впечатление, что при посредстве компании Milestone Films они осуществили его реставрацию и организовали показ на международных кинофестивалях: в частности, он вошёл в число номинантов на премию «Независимый дух» за лучший иностранный фильм (1995), а западная критика высоко оценила его художественные особенности. В то время пресса США писала о фильме как о кинематографическом шедевре: «одном из самых безумно прекрасных фильмов, когда-либо снятых», «впечатляющем! Визуально ошеломляющем», «чувственно прекрасном фильме! Гимне жажде свободы. Неотразимом!» Британский критик Диана Иорданова, подчёркивая операторское искусство картины, в 1997 году на страницах журнала The Russian Review отзывалась о нём следующим образом: «Урусевский — виртуоз движущейся камеры, он с ней танцует, гуляет туда-сюда, даже погружается под воду».
Я бы не сказал, что это зрительское такое второе появление этого кино. Но, тем не менее, нет ни одного университета, ни одного учебного заведения, ни одной библиотеки, которая связана с кино, где бы этого диска не было. И насколько я знаю, люди, которые там учились, все, кто там учились, они проходят монтаж, операторское мастерство по «Я Кубе». И в Голливуде есть такая расхожая фраза, цитата из «Я Куба», такое понятие.
Фильм был отреставрирован, представлен широкой публике на многочисленных кинофестивалях, стал демонстрироваться при обучении кинематографистов и на специализированных показах. Михаил Калатозишвили назвал такой «ренессанс» по отношению к фильму его деда «второй волной» и связывал его в первую очередь с высокими художественными достоинствами, интересными кинематографистам. Незаурядные операторские и визуальные решения «Я — Куба» заслужили одобрение критиков и профессиональных кинооператоров. Александр Кольцатый, сын выдающегося советского оператора Аркадия Кольцатого, принимавший участие в работе над фильмом и эмигрировавший в США, где сотрудничал с Копполой и Скорсезе, рассказывал в одном из интервью об инцидентах на показах. По его словам, в 1990-е годы он представлял картину Калатозова на разных кинофестивалях, и в Лос-Анджелесе даже пришлось вызывать полицию из-за восторженного приёма и некоторых антиамериканских проявлений: «Студенты-радикалы по-серьёзному поверили во всю эту революционную бредятину, снятую очень красиво». В 2004 году был снят документальный фильм «Я — Куба: Сибирский мамонт» режиссёра Висенте Ферраса. Метафорическое название указывает на интерес к советско-кубинскому проекту, возникший через несколько десятилетий после его создания: словно прекрасно сохранившийся сибирский мамонт появляется из льда вечной мерзлоты.  
После «открытия» фильма, некоторые выдающиеся постановщики и операторы отмечали его незаурядные качества. Скорсезе говорил, что если бы он увидел технические находки авторов советско-кубинского проекта раньше, это бы облегчило ему кинематографическую карьеру. Также американский постановщик говорил, что его лента «Казино» (1995) проникнута уважением к этому фильму. Американский режиссёр Пол Томас Андерсон относит советско-кубинскую постановку к числу своих любимых фильмов, а знаменитый кадр с погружением камеры под воду бассейна и выныриванием из неё был процитирован в его работе «Ночи в стиле Буги» (1997). Так, во время сцены первого визита Дирка Дигглера (Марк Уолберг) на порностудию, снятой длинным планом, девушка в бикини заходит в бассейн, а камера погружается полностью в воду, откуда выныривает обратно. Также в 2019 году в сериале Удивительная миссис Мейзел была переснята сцена в ресторане ( Оригинал,  Ремейк), где исполняется песня Loco amor (котоаря в свою очередь является переводом  Crazy love Пола Анки).

### Релизы и реставрации
Релиз Milestone был представлен на Нью-Йоркском кинофестивале в марте 1995 года. Фильм был последовательно издан на VHS, LaserDisc и на DVD. В 2003 году его восстановленная версия была показана на 56-м Каннском кинофестивале, а в 2004 году на 57-м Каннском кинофестивале восстановленная полная версия фильма получила приз жюри конкурса DVD в номинации «Открытие». В 2005 году была выпущена новая 35-мм отреставрированная версия. В том же году прошёл релиз Ultimate Edition DVD, дополненный благодарностью от Мартина Скорсезе. В ноябре 2007 года под руководством Скорсезе в США вышло трёхдисковое коллекционное DVD-издание полностью отреставрированного фильма (в том числе и со звуковой дорожкой на русском языке), включающее фильм о фильме «Я — Куба: Сибирский мамонт» режиссёра Ферраса и множество других дополнительных материалов. В 2018 году фильм показали на 56-м Нью-Йоркском кинофестивале. В 2019 году компания Milestone Films выпустила на основе оригинальных 35 мм материалов отреставрированную версию в высоком разрешении 4K. В июле 2018 года на «Мосфильме» была начата собственная цифровая реставрация картины, которая была закончена в следующем году.

### Награды
- 1964  — IV Международный технический конкурс фильмов в рамках VI конгресса Международного союза технических кинематографических ассоциаций (УНИАТЕК) в Милане — Высшая премия (Гран-при)[139].
- 1996 — Архивная награда Национального общества кинокритиков США. Номинация на премию «Независимый дух» за лучший зарубежный фильм[140].
- 2007 — Награда «Общества кинооператоров» (англ. Society of Camera Operators)[140].

## Художественные особенности

### Тематика
В литературе анализируется политическая сторона картины, а также несоответствие между её идеологической составляющей и оригинальной, экспериментаторской визуальной поэтикой. По наблюдению киноведа Юрия Богомолова, режиссёр и оператор создали фильм, который показал кубинскую революцию по-новому, с другой точки зрения: «не стихия революции, а индивидуум в стихии революции», — писал он. Российский киновед Михаил Трофименков усматривает в тематике и эстетике картины «попранный сталинской бюрократией революционный дух», и в этом смысле сравнивает её с другими фильмами 1960-х годов, посвящёнными русской и мировым революциям. В частности, он называет такие постановки, как «Это мгновение» (1968) Эмиля Лотяну, «В огне брода нет» (1968) Глеба Панфилова, «Комиссары» (1969) Николая Мащенко. По мнению российского критика, в этих картинах отражено возрождение интереса к революционным событиям, общая историческая и культурная тенденция, которая обращена к публике и выделяет такую тематическую линию, как: «революция жива, революция возможна». Тот же автор образно говорил: «Дух революции пытались убить инквизиторы, фарисеи и книжники, но этого не получилось, и революция всё равно возможна». Российский критик Елена Стишова также видит один из главных посылов фильма в соотнесении революционных событий в России и на Кубе, что и вызвало недопонимание при его выходе на экран: «Никто не оценил или не понял, что кубинскую революцию, её причины и истоки фильм рассматривал сквозь оптику родной русско-советской мифологии». Искусствовед Николай Хренов также останавливается на политическом и публицистическом характере фильма, связанного с событиями в СССР (развенчание культа Сталина, «хрущёвская оттепель») и на Кубе (революция). Для советского общества 1960-х годов было свойственна вера в то, что десталинизация возрождает идеалы Октябрьской революции, воспринимавшейся в то время ещё в романтическом, идеализированном духе. В этом отношении показателен эпизод, когда студентов-оппозиционеров в Гаване арестовывает полиция и в их типографии обнаруживают издание работы Владимира Ленина «Государство и революция». На требование полицейского признаться, чья эта книга, каждый из них отвечает «Наша»: «И тот, кто не читал эту книгу — тот невежда». Таким образом, подчёркивает Хренов, все преступления сводятся к политике Сталина, а Ленин и его идеи идеализировались. Искусствовед также приходит к выводу, что одной из ведущих тем ленты является реабилитация революционных преобразований, очищение их от всех преступлений и возврат к исходной точке истории. Утверждению идей продолжения революции способствовали события Кубинской революции, которая, таким образом, актуализировала и советскую, но с некоторыми поправками на советский политико-исторический опыт общества, воспринявшего с энтузиазмом свержение режима Батисты.
Но поскольку в одну и ту же реку нельзя вступить дважды и поскольку мысль продолжала работать и переключала зло от Сталина к Ленину, о чём уже некоторые начинали догадываться, то изображение в фильме М. Калатозова кубинской революции должно было компенсировать эту невозможность возвращения в романтическую революционную эпоху. Поэтому кубинская революция воспринималась как своя собственная революция, как продолжение собственной революции.
Роджер Эберт останавливался на том, что, безусловно, идеологически фильм очень тенденциозен, дидактичен, проникнут откровенным антиамериканизмом, выдержан в лучших традициях соцреализма, но если брать в целом, то эта талантливая работа балансирует между лиризмом и пропагандой. Дарья Синицына считает, что фильм можно отнести к соцреалистическому искусству только в силу его политико-идеологической составляющей и общих сюжетных коллизий. Она также приходит к выводу, что поэтика фильма является гораздо более глубокой и не такой неоднозначной, как это можно было ожидать от политически мотивированной советско-кубинской постановки, которая в действительности оказалась скорее ближе к «неоромантической модели». Показательна в этом отношении позиция кубинского писателя и кинокритика Гильермо Кабреры Инфанте, который отнёс предыдущие работы Урусевского — «Летят журавли» и «Сорок первый» — к возрождению романтизма. Он противопоставлял новые тенденции советского кино 1950—1960-х годов неореализму и соцреализму как «отмирающим эстетическим концепциям». Трофименков также усматривает отход от канонов советского традиционного искусства: «Причём по строгим меркам пропагандистского соцреалистического кино этот фильм ни в какие ворота не лез — это был какой-то взбесившийся пирог, декадентский фильм».
Трофименков также подчёркивал такой примечательный факт, что Куба со своей революцией стала для мирового левого движения тем, чем ранее был СССР: «Куба 1960-х — это самое сердце мира». Познакомиться с революционными преобразованиями на острове Свободы и кубинскими лидерами отправлялись видные представители западной интеллектуальной элиты, такие как Жан-Поль Сартр с Симоной де Бовуар, режиссёры Крис Маркер и Аньес Варда снимали здесь фильм. В это время на карибском острове побывали также такие известные в сфере искусства личности, как историк кино Жорж Садуль, поэт Пабло Неруда, режиссёры-документалисты Роман Кармен, Крис Маркер, Йорис Ивенс и Теодор Кристенсен. Западная критика также отмечает, что 1960-е годы ознаменовались возрождением интереса к теме революций, что проявилось расцветом кинематографа, насыщенного их духом, как в плане идеологии, так и в эстетике (например, «Уикенд» (1967) Жана-Люка Годара, «Дзета» (1969 Коста-Гавраса). Однако и среди этих фильмов «Я — Куба» признаётся шедевром и ярким продолжением традиций получившего известность и за рубежом советского киноавангарда (например, «Броненосец Потёмкин» (1925) Сергея Эйзенштейна), вытесненных политической реакцией 1930—1950-х годов. Хренов также выделяет сцены многолюдных митингов гаванских студентов, которые, как ему кажется, предвосхищают демонстрации «новых левых», что ощутил и воссоздал в своём фильме итальянский режиссёр Микеланджело Антониони в «Забриски Пойнт» (1970): «Не случайно фигура Че Геварры, кубинского революционера, станет кумиром западной молодежи 60-х».
Евтушенко говорил, что несмотря на очевидные кубинские проблемы, Калатозов и Урусевский сняли фильм, безусловно, оправдывающий революционные изменения: «Но они всё равно пришли в фильме к тому, что то, что было в истории, та революция, — всё было справедливым. А то, что уже за этой гранью, мы не должны переходить». Советский сценарист фильма и через 40 лет после съёмок настаивал, что в нём «нет ничего, что не является исторической правдой».

### Стилистика
Киновед Николай Хренов усматривает в фильме характерную для российской и советской культуры особенность, когда в течение непродолжительного периода начинает преобладать поэзия с её лирическим повествованием от первого лица. Такая направленность была характерна для периода «хрущёвской оттепели», когда в области искусства происходило возрождение традиций русского авангарда, имевшего своё кратковременное продолжение и в творческих исканиях 1920-х годов. В связи с распространением в 1960-е годы в советском культурном дискурсе поэтического начала, повышения известности и роли поэта (Евгений Евтушенко, Андрей Вознесенский и другие) исповедальный характер поэзии, её приёмы становятся популярными и в других видах искусства, в частности в кино. По наблюдению Хренова, «Я — Куба» является крайне публицистичным произведением. В нём заметен отказ от советских драматургических канонов 1930-х годов, ставших характерными для работ, посвящённых Октябрьской революции, которые подверглись влиянию романных, прозаических форм. Советско-кубинский фильм знаменовал ренессанс авангардного кинематографа 1920-х годов, также основанного на переоценке привычных литературных форм. По мнению Хренова, 1960-е годы представляют собой не только утверждение нового, лирико-публицистического, жанра, но и восстановление утраченных позиций такого направления советского авангарда, как поэтический фильм, где сюжет представлен в новой, нетрадиционной форме. Отказ от привычного сюжетного повествования привёл к возвращению к некоторым приёмам дозвукового кино; например, в фильме «Я — Куба» роль диалогов сведена к минимуму. Видимо, лично для режиссёра он ознаменовал возвращение к поэтике документального авангардистского фильма «Соль Сванетии» (1930), лишённого привычных сюжетных схем и посвящённого теме утверждения революции в одной из отдалённых грузинских общин Сванетии.
Хренов также выделяет значительную интертекстуальность фильма, в котором, по его наблюдению, присутствуют отсылки и цитаты не только из раннего творчества Калатозова и советского авангардного искусства 1920-х годов на революционную тематику, но и из западного кинематографа. Сцена, где Энрико пытается приблизиться к полицейскому, чтобы бросить в него камень, по мнению критиков, восходит к скульптуре Ивана Шадра «Булыжник — оружие пролетариата» (1927). Кроме того, эти кадры, когда смертельно раненый Энрико продолжает ещё некоторое время идти с камнем в руке, напоминают аналогичный приём из фильма Александра Довженко. Считается, что многолюдные похороны убитого героя также сняты в духе выдающегося советского украинского режиссёра, а панорама и ракурс этой сцены восходят к фотографии «Сбор на демонстрацию» (1928) Александра Родченко, известного своими экспериментами с точками и углами съёмки. По мнению критиков, некоторые сцены отсылают к работам Сергея Эйзенштейна. Например, неоднократно подчёркивалась преемственность с «Броненосцем Потёмкиным», что ярко проявилось в кадрах студенческого митинга на лестнице Гаванского университета, которые отсылают к знаменитой сцене с Потёмкинской лестницей из картины Эйзенштейна. Хренов подчёркивает как неслучайную тенденцию то, что кубинские пейзажи и крупные планы лиц персонажей на фоне тропического неба вызывают ассоциации с соответствующими кадрами из неоконченного фильма Эйзенштейна «Да здравствует Мексика!» (1931—1932). Анатолий Головня усматривал в поэтическом изображении революционных событий и пафосе ленты преемственность с работами советских мастеров 1920-х годов: «Октябрь» Эйзенштейна, «Конец Санкт-Петербурга» Всеволода Пудовкина, а также другими фильмами того периода на туже тематику. 
Интертекстуальность картины представлена также образами и отсылками к западному кинематографу, с которым Калатозов хорошо познакомился, работая в 1943—1945 годах в США полномочным представителем Комитета по делам кинематографии. К числу подобных образных цитат можно отнести сцену из первой истории, когда проститутка Мария разрешает американскому туристу посетить её жалкое жилище в трущобах. Хренов отмечает, что этот эпизод основывается на одной из начальных сцен из знаменитой картины Федерико Феллини «Сладкая жизнь» (1960), где Марчелло Рубини (Марчелло Мастрояни) пробирается со своей богатой подругой Маддаленой (Анук Эме) по доске через лужу в бедном римском районе к квартире проститутки. Также считается, что знаменитая сцена в гаванском «Отеле Капри» снята под влиянием того же фильма Феллини, где присутствуют некоторые богемно-декадентские эпизоды в духе dolce vita. Ещё одна отсылка заключена в эпизоде допроса повстанцев, где наёмники Батисты требуют выдать местоположение Фиделя Кастро, на что они все как один отвечают: «Я — Фидель», что является цитатой из фильма «Спартак» (1960) Стэнли Кубрика. По сюжету американской постановки восставшие под предводительством Спартака терпят сокрушительное поражение. Захвативший их римский консул Красс обещает пленным спасение от распятия, при условии если они выдадут своего лидера, находящегося среди них, но рабы отказываются, поднимаясь и выкрикивая: «Я — Спартак!». Исследователи отмечают, что больше всего установленных перекличек имеется с фильмом Армана Гатти «Новый Колумб». Финал фильма французского режиссёра во многом соответствует визуальному решению начала у его советского коллеги. Так, панорама пальмовых зарослей, показанная с воздуха, сопровождается закадровым текстом: «Это была Куба» у Гатти и «Я — Куба» у Калатозова. Однако если в первом случае происходит удаление от острова, то во втором, наоборот, — приближение. Оба они насыщены религиозной символикой, их сближает обращение к теме Христа и креста. Исследователи обращают внимание, что важное место в них занимает и общая политическая составляющая, во многом трактуемая в духе общей антиимпериалистической направленности подобных произведений: «В обоих фильмах изображены студенческие демонстрации, разгоняемые водомётами, стрельба полиции по студентам, бомбардировки повстанцев с воздуха, траурные процессии, неприглядная роль американцев, а также лужи и грязь бедняцких кварталов…» Также обе постановки обладают незаурядными визуальными характеристиками, что обусловлено работой выдающихся операторов. Так, если «Я — Куба» снимал Урусевский, то «Новый Колумб» — Анри Алекан, известный своим сотрудничеством с Абелем Гансом, Рене Клеманом, Уильямом Уайлером, Жаном Кокто, Марселем Карне и другими признанными режиссёрами.
Цельность фильму, состоящему из четырёх новелл, не связанных между собой общими персонажами и сюжетом, придают публицистическая интонация, призыв к борьбе с несправедливым устройством и сквозной образ «Кубы». От её лица как «некоего страдающего и невидимого женского существа, воплощённого во многих своих детях — кубинцах, собирающихся под знамя Фиделя», произносятся важные для понимания фильма комментарии. Важнейшим таким монологом является предуведомление, озвученное на фоне тропического прибрежного пейзажа с возвышающимся католическим крестом:
Я — Куба. Когда-то здесь высадился Христофор Колумб. Он записал в своём дневнике: «Это самая прекрасная земля, которую видели глаза человеческие». Спасибо, синьор Колумб. Когда вы впервые увидели меня, я пела и смеялась, я приветствовала пальмовыми ветвями паруса, я думала, что корабли привезли счастье… Я — Куба. Мой сахар увозили корабли, мои слёзы оставляли мне. Странная вещь сахар, синьор Колумб: столько в нём слёз, а он сладкий.
Единство фильма обеспечивается и его рамочной визуальной структурой. Так, в первых кадрах на экране появляется кубинский прибрежный пейзаж, парящая и постепенно спускающаяся камера показывает пальмовые заросли, а в финале пальма становится фоном для победоносного шествия революционеров. Синицына склоняется к выводу, что это связано ещё и с тем, что авторы фильма стремились отразить художественные образы, понятные советскому и кубинскому зрителю: «Восприятие пальмы как эмблемы триумфа может совпадать у обоих потенциальных адресатов картины, поскольку оно составляет часть общего европейского культурного кода, наследуемого и Россией, и Америкой». С рамочной структурой фильма связано использование христианских символов, а также традиционных для кубинской (и, шире, латиноамериканской) культуры понятий «мотив рая», «рог изобилия». Так, уже в самом первом комментарии присутствуют следующие слова: «„Это самая прекрасная земля, которую видели глаза человеческие“. Спасибо, сеньор Колумб». «Мотив рая» возникает в первой новелле: продавец фруктов Рене везёт свою тележку мимо церкви Ангела в центре Гаваны, при этом давая обещание своей возлюбленной по имени Мария, что здесь пройдёт их обряд венчания. При этом Рене напевает: «Вот я продаю апельсины, белые ананасы, калифорнийские сливы, дешёвые сочные груши». В фильме присутствуют и другие христианские атрибуты (крест, нательное распятие Марии-Бетти, голубь, убитый выстрелом полиции и т. д.), которые переплетаются с кубинскими и революционными символами.

### Аудиовизуальная сторона фильма
По мнению Михаила Трофименкова, то, что в создании фильма участвовали «три равноправных автора», «три безумно одарённых человека» — Калатозов, Урусевский, Евтушенко — делает его уникальным в истории не только советского, но и мирового кинематографа. Кроме того, среди других советских фильмов его выделяет яркая визуальная сторона. «„Я — Куба“ — фильм-оргия, где, конечно, солирует Урусевский. И, наверное, Урусевский, более чем Калатозов или Евтушенко, может претендовать на роль автора этого фильма», — говорил Трофименков. Павел Грушко считал, что фильм отличает прежде всего «новаторская художественность и потрясающая камера Сергея Урусевского», а не «довольно тривиальный» сюжет. Почти весь фильм снят ручной камерой, что позволяет вовлечь зрителя в ход событий на экране, избежать статичности. Так, на использовании приёма резкого смещения камеры построена сцена убийства студента-повстанца: звучит выстрел, тело раненого студента вздрагивает, и в этот момент камеру сильно перекашивает. Другим характерным техническим приёмом является съёмка с острого угла и использование Урусевским широкоугольного объектива, который обеспечивает больший угол обзора. Применение такого типа объектива было продиктовано необходимостью избежать тряски во время ходьбы и перемещений камеры. Известно, что некоторые сомнения в правильности такого метода съёмок у оператора были. Юрий Транквиллицкий рассказывал, что Урусевский спрашивал у него, в чём он видит недостатки картины, и тот ему сказал, что именно в чрезмерном применении «широкоугольников»: «Снято блестяще, просто и гениально, особенно то, что снято ручной камерой! А вот съёмка красивых кубинок… Я был на Кубе и любовался результатами многонациональных браков. Результаты изумительные, но зачем же снимать прекрасных девчат широкоугольниками? При каждом движении появляются деформации объёмов лица». Урусевский ответил, что он на самом деле излишне «увлёкся» этим объективом. С другой стороны, он неоднократно говорил, что «искажение» лиц даже положительных героев при использовании короткофокусных объективов имеет давнюю традицию, восходящую к живописи. По его словам, таким образом достигается кинематографическая «острота взгляда». В подтверждение своей позиции Урусевский приводил в пример рисунки Анри Матисса, графику Франса Мазареля, картины Пабло Пикассо и Эль Греко: «У этих художников, несравненных по остроте взгляда, — тоже как бы короткофокусный объектив». Отвечая критикам, которые обвиняли его в «искажении» объектов в сцене похорон Энрике, оператор утверждал, что такой способ съёмки позволяет достичь большей выразительности, «остроты» образов.
Вверху дерево, сфотографированное в ближнем инфракрасном диапазоне. Внизу то же самое дерево, снятое в видимой части светового спектра
Авторы «Истории советского кино» (1917—1967), несмотря на критику «формалистичного» подхода к решению темы Кубинской революции, писали, что трудно отрицать «исключительную» режиссёрскую и операторскую работу авторов фильма. К таким выдающимся качествам фильма можно смело отнести чувство натуры; оригинальную мощь некоторых сцен; высокопрофессиональное применения короткофокусной оптики; эффекты, вызванные применением инфракрасной плёнки (инфрахрома); свободное и плавное движение раскрепощённой камеры Урусевского. Те же авторы указывают, что в этом отношении лента «снова и поражает и восхищает», не может не захватить её визуальная поэтика, «могучая поэзия»: «образ, казалось, девственной, обетованной земли, возникающей во вступлении, берег Кубы, как бы увиденный глазами первых мореплавателей, серебристые фантастические пальмы, тёмная вода, заросли тростников, неслышный бег таинственных лодок». Художник Виталий Горяев объяснял, что контрастные эпизоды (белый пейзаж на фоне тёмного неба) были вызваны к жизни необходимостью передать кинематографическими средствами глубинный драматизм сцены, её психологическую сущность.
В фильме широко использован метод внутрикадрового монтажа, например, в первой новелле, где действие происходит в «Отеле Капри», и в третьей, в сцене траурного шествия по улицам Гаваны. В продолжительном эпизоде в отеле оператор передвигается с камерой по залу, перемещается вслед за персонажами, спускается на лифте и даже заходит в бассейн. Роджер Эберт назвал эти кадры самыми
потрясающими из тех, что он когда-либо видел. Многих специалистов поразило техническое мастерство операторов в сцене многолюдного траурного шествия. Мартин Скорсезе говорил, что его очень заинтересовало, каким образом это удалось советским кинематографистам: «Да, я видел, что это очень длинный план, но я не ожидал, что камера выйдет за окно и повиснет посреди улицы. Я был сражён этим. Я сам кинорежиссёр, но меня поразила даже не техника, я был поражён красотой этого». Киновед Хренов писал, что эта сцена, снятая оператором с верхней точки, «производит просто космическое впечатление», а киновед Камилл Ахметов охарактеризовал её как «самый невероятный, технически совершенный план-кадр фильма». Горяев пришёл к выводу, что в этой сцене отобразилась глубинная сущность Урусевского-художника, его первоначальное образование, полученное в Высшем художественно-техническом институте (ВХУТЕИН) и постоянные занятия живописью. Этой траурной процессии присуща особая монументальность, величавость, что предопределено операторскими средствами, когда показ сверху как бы замедляет движение на улице, ставшее благодаря такой панораме бесконечным, патетичным, торжественным. Горяев предполагает, что такое художественное средство было вызвано необходимостью преуменьшить «суетливое кипение» гаванской столицы, чтобы посредством подобного зрительного контраста замедлить движение людей. Тот же автор заканчивает свою мысль следующей высокой оценкой: «Очень интересное решение! Чувствуется, что придумал его большой художник».
Советский режиссёр и киновед Майя Меркель отмечала, что от фильма к фильму операторское искусство Урусевского, его экранное ви́дение всё более усложнялось, образы становились всё фантастичнее, а технические приёмы изощрённее. Его пластические и визуальные решения всё больше поражали не только зрителей, но и коллег. Она писала, что в снятой на высоком операторском уровне картине авторов фактически не интересует сюжет и персонажи, а её посыл обеспечивается визуальными средствами, призванными воздействовать на чувства зрителя. Они достигают своей цели уже почти без слов: «Каждому — горю, радости, отчаянию, восторгу — найдено пластическое выражение. И экран действует скорее на чувства, нежели на разум». Меркель приводит в качестве примера две сцены: танец Марии (проститутка Бетти) в первой новелле, который она описывает как «экстаз в его графическом выражении», «материальное видение, проносящееся перед взглядом» девушки, а также эпизод с крестьянином из второй новеллы, сжигающим свой урожай сахарного тростника и доведённым до состояния аффекта. В этой яркой сцене гнева, исступления крестьянина операторская работа выражает различные эмоции: «Вскрикивают тона. Чёрные дымы рвёт ослепительно белый огонь. Хлещут экран тростниковые ветви. Камера как будто не в руках оператора, а на острие ножа: взлетает — падает, взлетает — падает. На экране — лицо, рука, тростник, рука, тростник, нож, глаза… Уже нет композиций, построений, отдельных кадров, только вопль, исторгнутый линиями, светом, тоном».
В киноведческой литературе подчёркивается, что Калатозов ещё со своих первых фильмов стремился к передаче ритма киноповествования, что было направлено на создание драматургического эффекта. Эта ритмическая модель характерна для многих его фильмов и нашла своё выражение в «Я — Куба». К ней можно отнести следующие эпизоды: толчок шеста, которым гребец направляет лодку в начале фильма; удары мачете в зарослях тростника; биение сердца студента Энрике, контрапунктически совмещённого с уличными звуками, когда он с крыши небоскрёба прицеливается в полицейского. При этом ритм и темп картины, не соответствующий латиноамериканскому темпераменту, вызвал нарекания кубинской стороны. Эту точку зрения выразил в документальном фильме Висенте Ферраса, а также принимавший участие в съёмках «Я — Куба» актёр Сальвадор Вуд, выделив сцену, в которой Энрике неоправданно, утомительно долго с эмоциональной точки зрения идёт вслед за полицейским, намереваясь бросить в него камень.
Несмотря на обвинения в формализме, создании произведения в духе «искусства ради искусства», в киноведческой литературе отмечается, что операторские приёмы Урусевского были вызваны к жизни целостностью замысла и требованиями острого драматургического развития. Камилл Ахметов приводит в качестве примера органичного применения оператором длинных планов напряжённую сцену нападения полиции на нелегальную студенческую типографию, динамичную сцену антиправительственной демонстрации, а также драматичный эпизод убийства протестующего, выполненный с использованием оптических эффектов. Аналогичную позицию занимал Роман Ильин, писавший про сцену траурного шествия: «Конечно, приём этой съёмки уникален, чрезвычайно сложен, однако вовсе не формалистичен, ибо целиком оправдан содержанием, ради которого изобретён». Алексей Баталов также отвергал обвинения в адрес Урусевского, связанные с его якобы сугубо формалистичными, экспериментаторскими поисками. Отмечая, что глубинная сущность всех стремлений оператора прежде всего вызвана его неизменным стремлением передать «чисто кинематографическими средствами внутренний мир человека, сокровенные порывы человеческой души», актёр говорил: «Именно это, а не желание блеснуть техникой, толкало его на ежедневные испытания всяческих новых средств и приёмов съёмки».
Знаменитая сцена в «Отеле Капри» примечательна работой художника Рене Портокарреро, создавшего образы гаванских девушек, которые вынуждены заниматься проституцией и танцевать на потеху американским туристам. По словам Трофименкова, художник выразил себя в привычной для себя манере, а латиноамериканки из фильма словно сошли с его тропически-барочных полотен: «Понятно, что к такой живописи категории меры и вкуса также не приемлемы. Это фильм-оргия, фильм-праздник, бешенство камеры и эго его авторов».
Музыкальное сопровождение к фильму написал видный композитор Карлос Фариньяс. В его творчестве нашли отражение различные стили музыки, как кубинской, так и европейской и американской. По мнению российского музыковеда Виталия Доценко, даже в авангардистский период в его работах неизменно присутствует «характерный кубинский акцент, тембровое и ритмическое разнообразие, а его эксперименты опираются на крепкую композиторскую технику». В фильме используется музыка, написанная специально для него, а также заимствованные и адаптированные номера (Loco Amor — испанское переложение песни Crazy Love Пола Анки, кубинский гимн La Bayomesa, американские военные песни Anchors Aweigh и Gobs on the Loose). Музыка имеет важное драматургическое значение, она сопровождает действие и закадровый текст. Хренов писал, что в сцене похорон студента Энрике значительное воздействие оказывают образ ко́локола и издаваемые им звуки, что он связывает с влиянием Евтушенко, так как колокол неоднократно фигурирует в его творчестве и значим для других произведений поэта. Одна из американских рецензенток писала, что саундтрек производит не меньшее впечатление, чем изображение: «Музыка, особенно в начале фильма, переносит зрителя из одного пространства в другое: примерами могут служить „Loco Amor“ в экстатическом исполнении певца ночного клуба и мелодичные возгласы уличного торговца фруктами, предлагающего апельсины и калифорнийские сливы». Дополнительным элементом, позволяющим соединить пространственные элементы происходящего на экране, является «бархатный голос рассказчика, декламирующего импрессионистские строки». Дэвид Э. Нахман отзывался о фильме как о выдающемся произведении, а также выделял его отличный саундтрек, наполненный кубинскими музыкальными интонациями того времени. Музыкальный момент в исполнении старого уличного музыканта, Canción Triste, стал классической темой кубинской гитарной музыки.

## Критика
После выхода на экраны фильм был недооценен как на Кубе, так и в СССР, а на Западе был практически неизвестен. Наибольшие претензии вызвала и вызывает слабость, драматургическая неубедительность, стереотипность персонажей и сценария, а некоторые критики утверждали, что последнего вообще как такового нет. На Кубе его осуждали за то, что представители их народа были показаны слишком унизительно, не был достойно отражён их независимый характер и свободолюбивый дух, а американцы и их ставленник Батиста изображались недостаточно отрицательно. В кубинской прессе звучали обвинения в нереалистичности фильма, в связи с чем его даже окрестили «Я не Куба!» (исп. No soy Cuba). Критик Луис М. Лопес в статье с таким же названием писал, что авторы попытались показать предреволюционные годы с точки зрения философии марксизма, причём обвинение в адрес американских туристов было выражено как наше собственное разочарование в обществе. Однако, несмотря на общий критический тон кубинских рецензентов, встречались и положительные оценки. Журналист Хосе Родригес назвал тогда советско-кубинский проект лучшим фильмом о Кубинской революции. Кинокритик М. Р. Алеман выразил мнение, что фильм порождает чувство гордости за отечественный кинематограф. Театральный деятель А. Бельтран охарактеризовал его как триумф молодого кубинского искусства, и в этом отношении «первый советско-кубинский фильм является торжеством изобретательной, творческой кинематографии».
В СССР критика упрекала авторов в схематичности сюжета, излишнем пафосе и патетике, чрезмерном и неоправданном экспериментаторстве, бесплодных формалистичных поисках, отсутствии гуманизма и любви к показанным людям, психологической достоверности, недостаточности драматургической основы, панорамы кубинской жизни. Киновед Людмила Мельвиль привела эстетику фильма как пример кинематографического направления, при котором достигается лишь «техническое безумие». Режиссёр Андрей Тарковский, основываясь на своей «антимонтажной концепции», неоднократно критиковал подобные операторские, монтажные и режиссёрские «ухищрения» за то, что они фактически становятся самоцелью. Например, в своих «Лекциях по кинорежиссуре» он заявил: «Ведь были попытки снять всё с одной точки зрения, например, „Верёвка“ Хичкока или „Я — Куба“ и др. Ну, и к чему это привело? Ни к чему, потому что в этом ничего нет». Выдающийся советский и российский кинооператор Вадим Юсов считал, что несмотря на целый ряд «блистательных операторских открытий и находок», в таких фильмах, как «Неотправленное письмо» (1959) и «Я — Куба», произошёл значительный «перекос» в сторону визуального ряда, оператор «подмял» под себя режиссёра, а форма стала довлеть над содержанием. Авторы «Истории советского кино» выразили точку зрения, что если в предыдущей работе Калатозова—Урусевского «Неотправленное письмо» эксперимент ещё не взял верх над кинематографическим действом, то в их советско-кубинском фильме это проявилось уже в полной мере. В этой талантливой работе становится разительным контраст между формой и содержанием, драматургией и образом, глубокой революционной темой и её анализом со стороны автора. Это установка привела к тому, что на экране показана картина «революции вообще», а положение народа, вызвавшее восстание, сводится к обобщающим понятиям. Подтверждение того, что действие картины происходит именно на Кубе, ограничивается лишь богато представленным экзотическим «местным колоритом». В этом отношении, по мысли критиков, эта работа режиссёра рассматривалась как кризисное явление: «Лишившись опоры в человековедении, Калатозов утратил истинно первооткрывательскую роль, которая по праву принадлежит ему как автору картины „Летят журавли“». Вместе с тем, несмотря на предъявляемые претензии, советская критика не могла не отметить целый ряд смелых, оригинальных и продуманных визуальных решений авторов фильма, к которым относили остроту композиции, ёмкость кадров, богатство панорам, особую выразительность, необычные техники съёмки. Редакция журнала «Искусство кино» организовала обсуждение ленты в Союзе работников кинематографии СССР, в котором приняли участие режиссёры, операторы, киноведы и критики. В ходе дискуссии звучали противоположные мнения, у эстетики фильма нашлись защитники, но в целом общий фон был критическим. Хренов посчитал, что такое неприятие со стороны некоторых рецензентов было вызвано непониманием новой «поэтической» эстетики фильма, его нетрадиционного сюжета. В этом отношении он приводит очень показательный разбор киноведом Георгием Капраловым одной из сцен второй серии:
Так, описывая эпизод высадки повстанцев из фильма, критик говорит: «Наёмники Баттисты обнаружили их (повстанцев) и осветили прожекторами в тот момент, когда они, ещё по колено в воде, выходят из моря. Начинается допрос. «Где Фидель?». И повстанцы по очереди отвечают: «Я — Фидель», «Я — Фидель», «Я — Фидель». Негр говорит эти слова, улыбаясь, почти ликуя. Он счастлив, умирая за революцию. Как было бы усилено эмоциональное воздействие эпизода, если бы он имел предысторию, если бы мы знали, что это за люди.
Капралов утверждал, что революционные события, их глубокий драматизм отошли у авторов на второй план, а на первый выдвинулась кинематографическая техника, изобразительный приём, что отвлекает зрителя от масштабных исторических преобразований на Кубе. Прежде всего он отмечает сценарную несостоятельность,  романтически-экзотическую условность, плакатность, банальность, мелодраматизм истории и персонажей, в характерах которых отсутствует развитие. Если в стихотворной форме литературная основа представляет интерес, то попытка её переноса на экран представляется неимоверно трудной. По наблюдению Капралова, именно слабость «поэтического» сценария Евтушенко и привела к тому, что Урусевский и Калатозов пытались восполнить её средствами виртуозной постановочно-операторской техники. По этому поводу критик заметил: «Мне кажется, что фильм часто строится по принципу стихотворения на экране: у него есть свои строфы, ритмы, рифмы, но ему явно не хватает человеческого содержания». В противоположность такой точке зрения киновед Евгений Вейцман настаивал на том, что между сценарием и стилистикой нет несоответствия, так как они создавались коллективом единомышленников, что привело к появлению произведения единого «по драматургии и по стилю»: «Фильм философски-поэтический, исключающий стандартные рамки развития сюжета и локальную чёткость отдельных характеров». Анатолий Головня, в целом положительно оценивая работу Калатозова и Урусевского — «великолепного содружества двух мастеров», порицал их за использование излишних операторских «приёмов», возможностей короткофокусного объектива, которые часто являются самоцелью и повторяются: «От этого страдает весь фильм в целом — ему начинает где-то вредить виртуозность, избыток мастерства». Эту «антиформалистическую» позицию в целом поддержали операторы Сергей Полуянов, Александр Зильберник и Николай Прозоровский. С такими претензиями не согласился режиссёр Юлий Кун, который настаивал на том, что продуманное использование операторской киновыразительности призвано передать образную природу революции, поэтому некоторые изобразительные «крайности» способствуют лучшему показу поэтического эпоса. Он также полагал, что обращение к такому сюжету является авторской позицией создателей, не стремящихся сделать ленту «формально занимательной», захватывающей и «чётко выстроенной», например, детективной историей.
Герман Кремлёв, также защищая фильм, писал в 1964 году, что в этой масштабной постановке авторам удалось средствами «художественного обобщения» показать историю жизни «народа-борца», а четыре представленные на экране новеллы как бы показывают историю революции в четырёх главах: «Словно бы оживает на экране история — недавняя, знакомая, пережитая; с нетерпением листаешь страницу за страницей — волнующий кадр сменяется новым, ещё более волнующим…» С наиболее развёрнутой критикой фильма выступил режиссёр Григорий Чухрай, назвавший его сложным явлением, которым невозможно не восхищаться, но вызвавшим у него отторжение. По его словам, вслед за уважением к его создателям и их труду он одну за другой ощутил стадии «разочарования, раздражения, обиды, усталости и, наконец, чувство полного неприятия фильма, чувство протеста против него». По его словам, он старался смотреть его без предубеждения, но за «уникальной» операторской работой не увидел собственно «фильм» — о живых кубинцах и их революции, так как полученный результат не соответствует критериям художественного произведения, призванного «выразить», а не «показать» какое-либо явление, событие. Чухрай указывал на отсутствие эмоциональной составляющей, как он выразился — «волнения», показа характера народа и его чаяний. Он согласился с мнением Полуянова о том, что если у представителей итальянского неореализма эти качества присутствуют, то в «Я — Куба» нет: «Нам не стали близкими и понятными ни горе, ни гнев кубинского народа, ни его революционный порыв, ни его героизм». Режиссёр остановился также на такой неприятной особенности, что изобразительность съёмки привела к тому, что и негативные явления дореволюционной Кубы предстали в слишком привлекательном виде, что снижает обличительную направленность произведения, авторы которого «предлагают и нам полюбоваться, как отдыхают янки», в то время как про враги простого народа не раскрыты и зритель про них ничего не узнал. Ещё одним недостатком, по мнению Григория Наумовича, является то, что холодная изобразительность проявляется и в трагических эпизодах, что в некотором роде можно расценить как эстетизацию насилия и страданий. Так, по его наблюдению, это имеет место в таких эпизодах как горе крестьянина сжигающего свой урожай, гибель ребёнка под бомбами, также представленных в эффектном визуальном стиле, что является не только недопустимым, но и оскорбительным: «Гибель ребёнка, разбитая любовь, горе бедняка, гнев доведённого до отчаяния народа — всё это не повод для самолюбования». Он также не согласился с теми рецензентами, утверждавшими, что главной проблемой стал именно сценарий, так как он уверен, что это именно то, что хотели получить Калатозов и Урусевский — это был их сознательный выбор, но, видимо, для их кинематографических принципов лучше бы подошла литературная основа другого типа.   
Позже в советском и российском киноведении художественные особенности и значение картины были пересмотрены, и она получила более взвешенные оценки. Чухрай, близко знавший Урусевского и высоко ценивший его творчество, позже писал, что оператор чрезмерно увлекался «изобразительным кинематографом», что привело к недостаточному отклику и популярности его фильмов у зрителя. По наблюдению режиссёра, в понимании такого выдающегося оператора, как Урусевский, кинематограф представляет собой «искусство изображения», что он и старался доказать в своих работах. «Я придерживался другого мнения и старался уберечь его от ошибок, но не уберёг. Его фильм „Я — Куба“, шедевр по изображению, был забыт вскоре после его появления на экране. Фильмы, на которых он стал режиссёром, были неудачны и не пользовались успехом», — продолжал свою мысль Чухрай. Российский режиссёр Александр Митта говорил про такие фильмы Калатозова, как «Неотправленное письмо» и «Я — Куба», что при первых показах они не нашли понимания у зрителя и не оставили «большого следа в нашем кинематографе». Он связывает это с отказом режиссёра от сюжетного кино, который после мелодрамы «Летят журавли» занялся фильмами чисто визуального направления. По оценке Митты, кубинский фильм Калатозова — это «изысканная, но тоже не очень-то зрительски „контактная“» работа: «Хотя я знаю, что, скажем, Коппола — большой поклонник Калатозова и Урусевского (для него они — бесспорные классики мирового кино), обязательно показывает эти фильмы своим студентам». Российский режиссёр Сергей Соловьёв усматривает в работах Урусевского «совершенно особый мир», то, что получило известность как «камера Урусевского». Она не идёт ни в какое сравнение с «примитивным использованием» Ларсом фон Триером «свободной камеры»: «У Урусевского же все сделано на таком уровне, на котором никто даже близко не может сегодня работать. И то, что Триер именно благодаря Урусевскому вцепился в эту так называемую „свободную камеру“, ни о чём не говорит. Одна камера в руках гения, другая в руках Триера. Отсюда и результат».

В западной критике прежде всего критикуется просоветская политическая и оценочная поляризация контрастных персонажей (например, противопоставление преступной полиции и положительных студентов), но подчёркивается выдающееся мастерство Урусевского. Его операторская работа была признана эталонной для развития киноискусства. Операторы Шон Боббитт и Бен Серезин, удостоенные ряда международных премий, считают её одной из самых значительных в истории. Серезин отмечает, что уже первые кадры фильма сняты очень естественно, при этом они кинематографически живописны и производят очень сильное впечатление: «Здесь никто не играет и, когда всё-таки начинают играть, это кажется немного нарочито, но ты всё равно чувствуешь себя как будто в самом фильме. Ты можешь прикоснуться к атмосфере, почувствовать её». Боббит также говорит об уникальности операторской работы Урусевского, что поражает, если учесть технический уровень кинематографа в начале 1960-х годов. Наибольшее впечатление на него производит сцена народного траурного шествия по улицам города. Она снята очень изобретательно, с мастерским преодолением технических трудностей такой сложной операторской постановки.
Роджер Эберт писал в 1995 году, что несмотря на то что пожелания авторов фильма о новом, лучшем мире для кубинцев не сбылись, а его политическая заидеологизированность является наивной и устаревшей, в целом «Я — Куба» представляет собой захватывающее зрелище, выполненное с удивительным для 1960-х годов техническим мастерством. Британский писатель и критик Питер Брэдшоу назвал фильм одним из лучших в истории. Он считает, что несмотря на справедливые упрёки в пропагандистском характере, благодаря своей виртуозной технической стороне и красоте чёрно-белого изображения он заслуживает непререкаемого классического статуса. Его авторам удалось создать хоть и стилизованный, но исторический документ, который в 2002 году получил современное продолжение в связи с печально известной американской тюрьмой в Гуантанамо, расположенной на Кубе. Критик имеет в виду эпизод из фильма, когда американские матросы преследуют по улицам города кубинскую девушку, напевая: «Девчонки здесь, в старом Гуантанамо / Они дают нам всё, что мы хотим, и никогда не говорят „нет“». Кроме того, по оценке критика, революционные изменения ни к чему ни привели и современная Куба стала похожа на ту, какой она была в докастровские времена: «Коррупция и проституция столицы Батисты находит мрачный отголосок в Гаване 2002 года, которой Эль Команданте позволил стать Бангкоком на Карибах». В 2011 году вышла критическая в отношении кубинских реалий документальная лента российского режиссёра Виталия Манского «Родина или смерть». Её часто сравнивают с фильмом Калатозова и с изменениями, произошедшими на Кубе за пятьдесят лет. Сам Манский говорил, что советская картина ему нравится: «Она безумно поэтична и очень красива, правда, несколько стереотипна. Но надо понимать условия, в которых она снималась. Чисто художественное произведение, далёкое от реальности. Так же я рассматриваю, например, фильм „Чапаев“».